# Communauté d'agglomération du Grand Verdun
La communauté d'agglomération du Grand Verdun est une communauté d'agglomération française, située dans le département de la Meuse et la région Grand Est.
Avec ses 27 000 habitants, il s'agit de l'une des deux communautés d'agglomération les moins peuplées de France, aux côtés du Grand Guéret.

## Histoire
Le 1er janvier 2015, la communauté d'agglomération du Grand Verdun est créée par la fusion des communautés de communes de Charny-sur-Meuse et de Verdun, ainsi que de l'adjonction de la commune de Belleray, qui quitte la communauté de communes du Val de Meuse et de la Vallée de la Dieue,.

## Composition
La communauté d'agglomération est composée des 25 communes suivantes :

| Nom                      | Code Insee | Gentilé          | Superficie (km2) | Population (dernière pop. légale) | Densité (hab./km2) |
| ------------------------ | ---------- | ---------------- | ---------------- | --------------------------------- | ------------------ |
| Verdun (siège)           | 55545      | Verdunois        | 31,03            | 16 610 (2022)                     | 535                |
| Beaumont-en-Verdunois    | 55039      |                  | 7,87             | 0 (2022)                          | 0                  |
| Belleray                 | 55042      |                  | 5,1              | 486 (2022)                        | 95                 |
| Belleville-sur-Meuse     | 55043      | Bellevillois     | 10,16            | 3 023 (2022)                      | 298                |
| Béthelainville           | 55047      | Béthelainvillois | 11,94            | 156 (2022)                        | 13                 |
| Béthincourt              | 55048      | Béthincourtois   | 13,32            | 47 (2022)                         | 3,5                |
| Bezonvaux                | 55050      |                  | 9,23             | 0 (2022)                          | 0                  |
| Bras-sur-Meuse           | 55073      | Brasiliens       | 13,69            | 669 (2022)                        | 49                 |
| Champneuville            | 55099      | Champneuvillois  | 11,99            | 119 (2022)                        | 9,9                |
| Charny-sur-Meuse         | 55102      | Charnysiens      | 12,62            | 521 (2022)                        | 41                 |
| Chattancourt             | 55106      |                  | 10,36            | 176 (2022)                        | 17                 |
| Cumières-le-Mort-Homme   | 55139      |                  | 6,11             | 0 (2022)                          | 0                  |
| Douaumont-Vaux           | 55537      |                  | 12,7             | 81 (2022)                         | 6,4                |
| Fleury-devant-Douaumont  | 55189      |                  | 10,27            | 0 (2022)                          | 0                  |
| Fromeréville-les-Vallons | 55200      | Fromerévillois   | 20,3             | 212 (2022)                        | 10                 |
| Haudainville             | 55236      | Haudainvillois   | 11,1             | 933 (2022)                        | 84                 |
| Haumont-près-Samogneux   | 55239      | Sachots          | 10,81            | 0 (2022)                          | 0                  |
| Louvemont-Côte-du-Poivre | 55307      |                  | 8,25             | 0 (2022)                          | 0                  |
| Marre                    | 55321      |                  | 10,2             | 181 (2022)                        | 18                 |
| Montzéville              | 55355      | Montzévillois    | 17,65            | 154 (2022)                        | 8,7                |
| Ornes                    | 55394      |                  | 18,52            | 8 (2022)                          | 0,43               |
| Samogneux                | 55468      |                  | 6,16             | 99 (2022)                         | 16                 |
| Sivry-la-Perche          | 55489      |                  | 12,17            | 279 (2022)                        | 23                 |
| Thierville-sur-Meuse     | 55505      | Thiervillois     | 12,09            | 3 168 (2022)                      | 262                |
| Vacherauville            | 55523      |                  | 7,29             | 191 (2022)                        | 26                 |

## Administration

### Présidents
| Période      | Période  | Identité      | Étiquette | Qualité |
| ------------ | -------- | ------------- | --------- | --- |
| janvier 2015 | En cours | Samuel Hazard | PS        | Conseiller général du canton de Verdun-Ouest (2011-2015) Maire de Verdun (depuis 2014) Conseiller départemental du canton de Verdun-1 (depuis 2015) |